# ابیبرو
ابیبرو (به لاتین: Aabybro) یک منطقهٔ مسکونی در دانمارک است که در Jammerbugt Municipality واقع شده‌است. ابیبرو ۴٫۴ کیلومتر مربع مساحت و ۶٬۱۶۱ نفر جمعیت دارد.

## خواهرخوانده
شهر Kuusankoski خواهرخواندهٔ ابیبرو هست.